# The Needles (Wight)

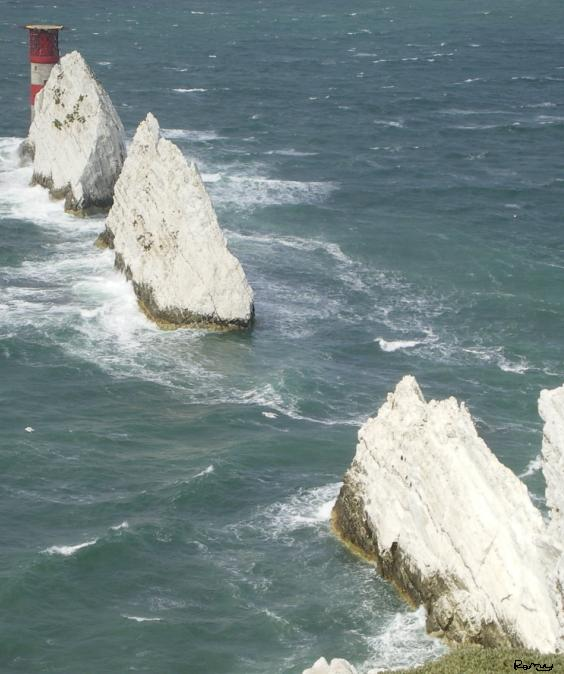
The Needles

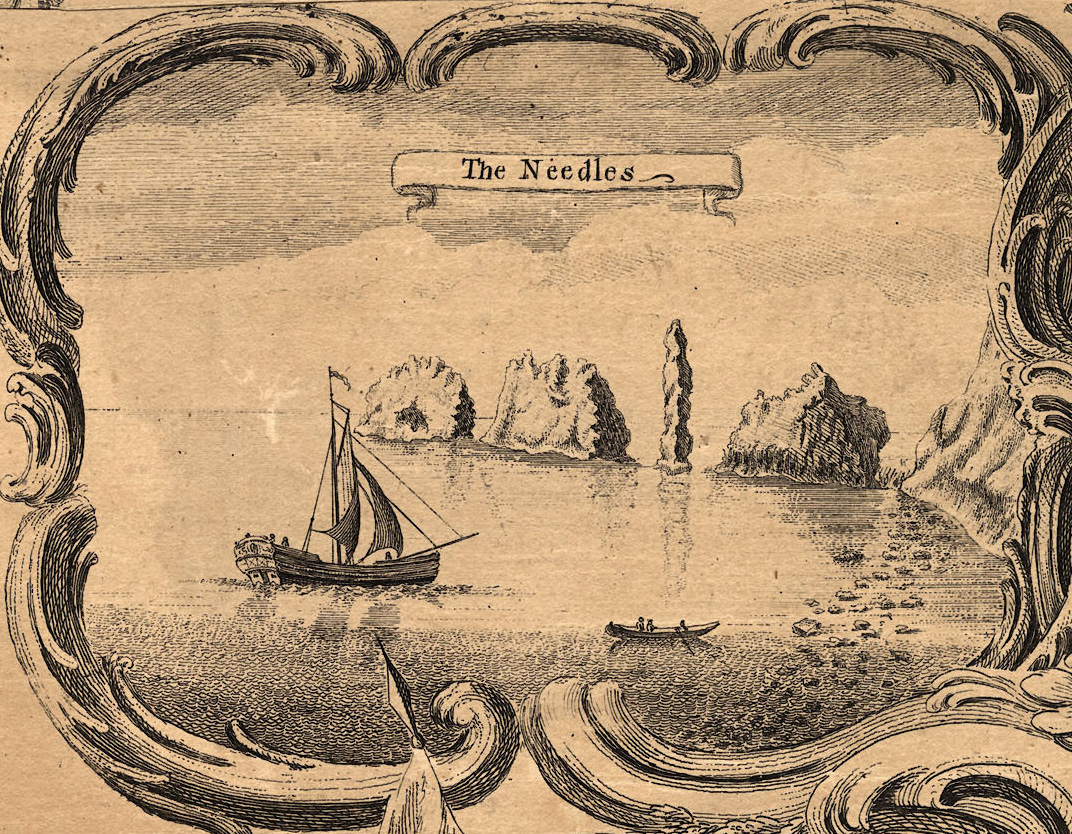
The Needles op een kaart getekend door Isaac Taylor in 1759

The Needles zijn een reeks van drie stacks uit krijtsteen die uit de zee oprijzen aan de uiterst westelijke punt van het Britse eiland Wight. Op het eind van de formatie werd in 1859 het Needles Lighthouse gebouwd, dat enkele tientallen jaren later door Guglielmo Marconi gebruikt werd voor de eerste opstellingen voor radiotelegrafie.
De formatie heeft zijn naam vooral te danken aan een vierde, meer naaldvormige rots, Lot's Wife (genoemd naar de vrouw van Lot), die evenwel bij een storm in 1764 afknapte. De overblijvende rotsen zijn niet naaldvormig, maar de naam bleef.